# 山形県道8号川西小国線
山形県道8号川西小国線（やまがたけんどう8ごう かわにしおぐにせん）は、山形県東置賜郡川西町から山形県西置賜郡小国町に至る県道（主要地方道）である。

## 概要
- 陸上距離：50.1km[1]
- 起点：東置賜郡川西町中小松（国道287号交点）
- 終点：西置賜郡小国町町原（国道113号交点）

## 歴史
- 1993年（平成5年）5月11日 - 建設省から、県道川西小国線を川西小国線として主要地方道に指定される[2]。

## 路線状況

### 重複区間
- 山形県道250号椿川西線（東置賜郡川西町上小松地内）
- 山形県道4号米沢飯豊線（東置賜郡川西町玉庭 - 西置賜郡飯豊町須郷間）
- 山形県道15号玉川沼沢線（西置賜郡小国町叶水地内）

### 橋梁
- 万寿橋（川西町、犬川）
- 千寿橋（川西町、犬川）
- 諏訪橋（川西町、犬川）
- 十四郷橋（飯豊町、白川）
- 這坂橋（飯豊町、白川）
- 館橋（飯豊町、白川）
- 沼田橋（小国町、大石沢川）
- 馬場橋（小国町、大石沢川）
- 廻戸橋（小国町、大石沢川）
- 樺沢橋（小国町、大石沢川）
- 尾崎橋（小国町、横川）
- 叶水大橋（小国町、白い森おぐに湖）

### トンネル、峠など
- 九才峠
- 子持トンネル

### 冬期閉鎖区間
- 西置賜郡飯豊町上屋地 - 西置賜郡小国町大石沢間

## 地理

### 通過する自治体
- 山形県
  - 東置賜郡
    - 川西町

  - 西置賜郡
    - 飯豊町
    - 小国町

### 交差する道路
- 国道287号 ・ 山形県道7号高畠川西線
- 山形県道250号椿川西線
- 山形県道239号玉庭時田糖野目線
- 山形県道4号米沢飯豊線
- 山形県道378号岳谷上屋地線
- 山形県道15号玉川沼沢線
- 国道113号

## 沿道の施設、観光地など
- 山形県立置賜農業高等学校
- 川西町立玉庭小学校
- 基督教独立学園高等学校
- 白い森おぐに湖